# سياق متناظر (مجموعة قصصية)

غلاف سياق متناظر

المجموعة القصصية سياق متناظر (بالإسبانية: Palindroma) يعد العمل الرابع لخوان خوسيه أريولا، وذلك بعد اختراع فاريا عام 1949 والتآمر عام 1952 ورواية المعرض عام 1963. وسياق متناظر عبارة عن كتاب يجمع بين كونه مجموعة قصصية ساخرة وقطعة مسرحية .

## المحتوى
وتتألف من جزئين
| - ثلاثة أيام ومنفضة سجائر - بطولة كل الناس - البيوت السعيدة - حتى تدخل الحديقة - زجاجة كلاين - غشاء البكارة في المكسيك | - النعاس - الوقاية - وصفة محلية الصنع - من مسافر - المعضلة - ركوب الدراجات - علم الفلك - حكاية الاثنين حلم ما ؟ - أغنية راقصة - المجموعة الخيالية دكسوجرافيس - النداء الثالث (مسرحية هزلية من فصل واحد) |  |